# Jenny Agutter
Jennifer Ann Agutter (ur. 20 grudnia 1952 w Taunton) – angielska aktorka filmowa i telewizyjna, także wokalistka. Absolwentka College Elmhurst Ballet w Camberly.
Zdobywczyni nagrody Emmy za rolę Frith w filmie telewizyjnym The Snow Goose (1971). Od 1990 jest żoną Johana Thama, ma syna Jonathana.

## Filmografia
- Bramy raju (Gates to Paradise, 1968)
- Przygoda przyjeżdża pociągiem (The Railway Children, 1970)
- Walkabout (1971)
- Ucieczka Logana (Logan's Run, 1976)
- Orzeł wylądował (The Eagle Has Landed, 1976)
- Jeździec (Equus, 1977)
- Człowiek w żelaznej masce (Man in the Iron Mask, 1977)
- Amerykański wilkołak w Londynie (An American Werewolf in London, 1981)
- Strefa mroku (The Twilight Zone, serial, 1986, 1987)
- Amazonki z Księżyca (Amazon Women on the Moon, 1987)
- Poirot (1989)
- Powrót laleczki Chucky (Child's Play 2, 1990)
- Panna Marple: 4.50 z Paddington (Marple: 4.50 from Paddington, 2004)
- Poirot – Pora przypływu (Poirot: Taken at the Flood, 2006)
- Irina Palm 2007[1]
- Chyba śnisz (In your dreams, 2007)[1]
- Intercom 2007[1]
- Niewidzialni (The Invisibles, 2008)[1]
- Wspaniały rok (Glorious 39, 1939)[1]
- Monday Monday (2009)[1]
- Act of God (2009)[1]
- Golden Brown (2009)[1]
- Burke i Hare (2010)[1]

## Nagrody
- Nagroda BAFTA 1978: Jeździec  Najlepsza aktorka drugoplanowa
- Nagroda Emmy 1971: The Snow Goose Najlepsza aktorka drugoplanowa